# Elaeagnus guizhouensis
Elaeagnus guizhouensis — вид квіткових рослин з родини маслинкових (Elaeagnaceae). Поширення: Китай (Гуйчжоу).

## Середовище
Населяє чагарники на східних схилах; на висотах 400–600 метрів.

## Біоморфологічна характеристика
Це листопадний або напіввічнозелений кущ заввишки ≈ 2 метри. Гілки тонкі, колючки відсутні; молоді гілки з лусками від іржавого до темно-коричневого кольору. Ніжка листка 10–12 мм, тонка; листкова пластинка знизу сірувато-зелена, зверху темно-зелена, широкоеліптична, 5.5–7 × 2.6–3.8 см, знизу зірчасто-повстяна, бічні жилки 5–7 з кожного боку середньої жилки, підняті знизу, вдавлені зверху, основа закруглена, край вузько загнутий, верхівка гостра. Суцвіття зазвичай пазушне вздовж облистненого пагона, іноді верхівкове, до 7-квіткового. Квітконіжка дуже коротка, ≈ 1 мм або менше. Квітки світло-білі, луски переважно білі з коричневою серединкою. Трубка чашечки трубчасто-дзвінчаста, 4–5 мм; частки овально-трикутні, ≈ 3 мм, всередині голі або з кількома зірчастими волосками, верхівка гостра. Цвітіння: квітень.